# Список самых высоких зданий Калгари

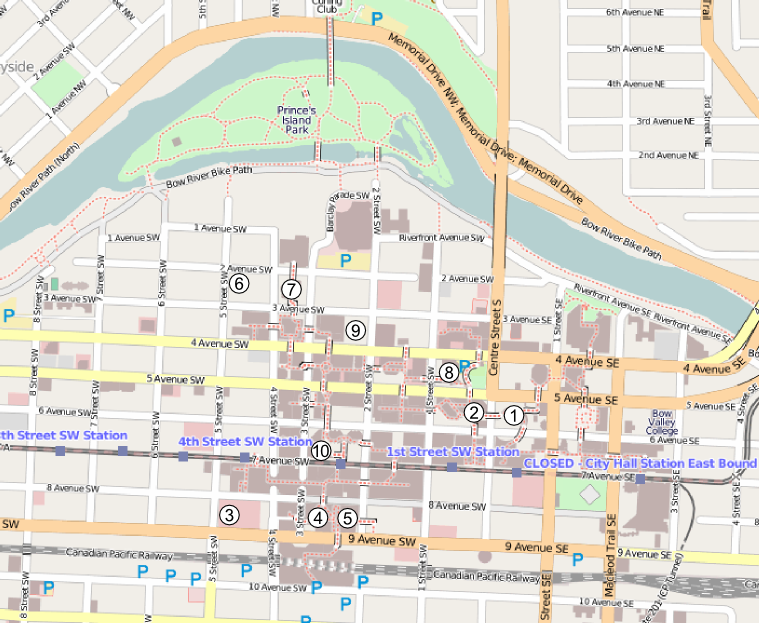
Карта деловой части Калгари с указанием местоположения десяти самых высоких зданий города

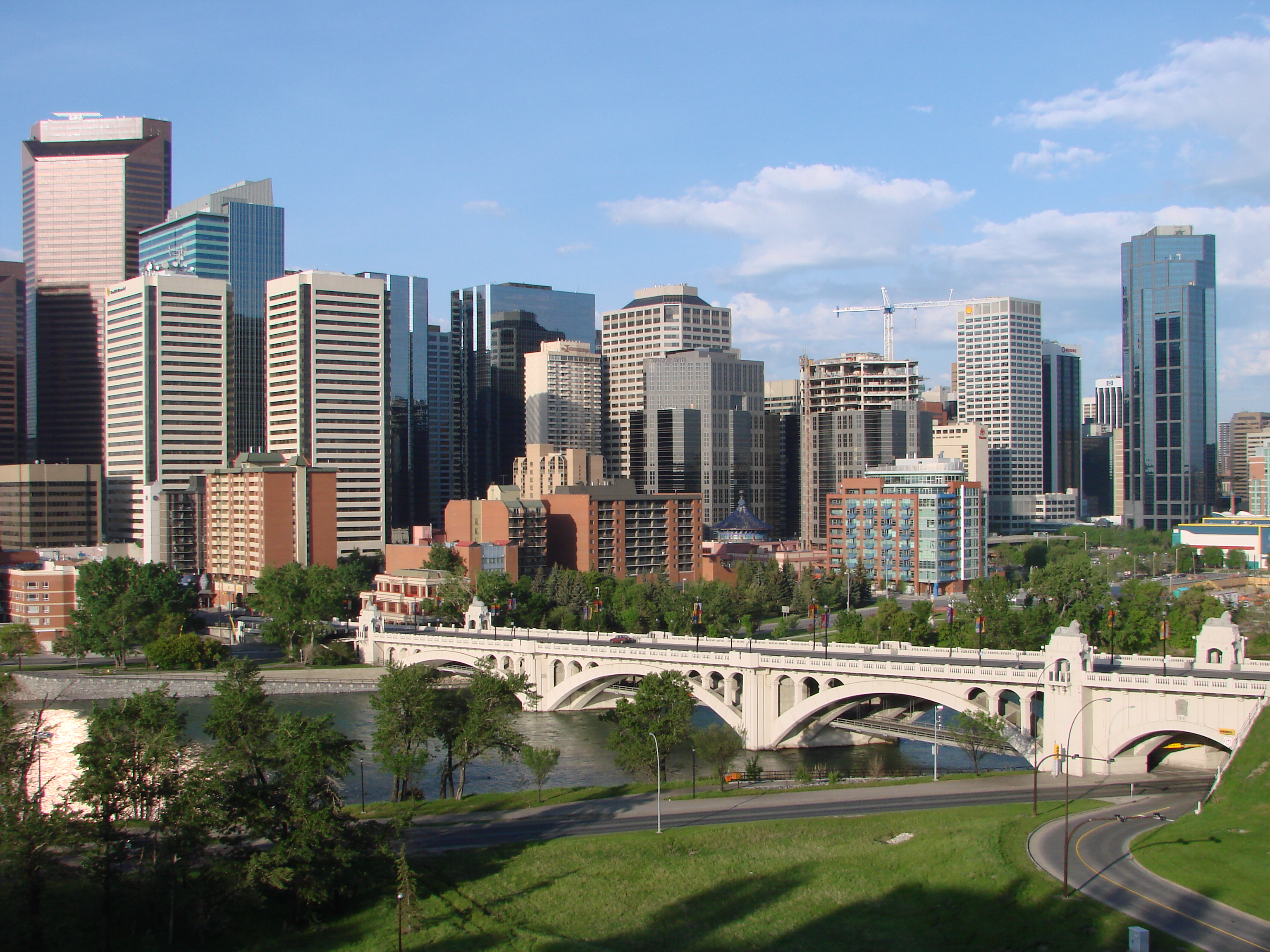
Силуэт Калгари

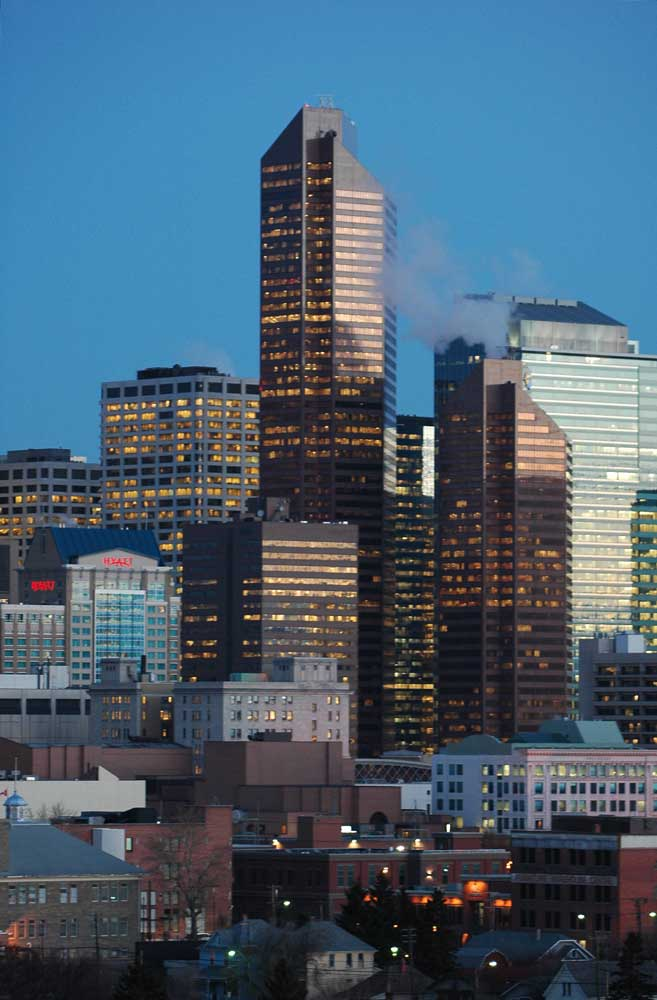
Центр Suncor Energy

Калгари — крупнейший город в Альберте (Канада). В Калгари насчитывается 82 здания выше 100 метров. Самым высоким зданием города является 247-метровый Brookfield Place East в 56 этажей. Вторым является 58-этажный The Bow высотой 236 м.
История башен в Калгари началась со здания зерновой биржи (1910), гостиницы Fairmont Palliser (1914) и центра Эльвдена. Строительство зданий медленно шло в городе до начала 1970-х. С 1970 по 1990 Калгари пережил бум строительства небоскрёбов и высотных домов. Многие из административных башен были построены именно в этот период, в том числе башни центр Ферст-Канейдиан и башня Canterra. Развитие строительства зданий сменилось десятилетним затишьем, но уже в конце 90-х Калгари пережил второй строительный бум, который продолжается до сих пор.
Самой высокой стройкой в Калгари являлся Brookfield Place East. С 247 м и 56 этажами это здание c 2017 года стало самым высоким зданием города и всей Западной Канады. По состоянию на январь 2019 в городе Калгари насчитывается 10 строящихся,  34 одобренных или предложенных небоскрёбов выше 100 м и 56 высотных зданий выше 35 м.
По состоянию на июнь 2018 года в Калгари было 378 завершённых высотных зданий, более 8 в стадии строительства, 13 получивших разрешение на строительство и более 37 ожидающих разрешение. После этого небоскрёбного бума силуэт города значительно изменился.

## Здания
| Место | Здание                          | Адрес               | Высота  | Этажность | Год постройки | Изображение             |
| ----- | ------------------------------- | ------------------- | ------- | --------- | ------------- | ----------------------- |
| 1     | Brookfield Place East           | 210 7 Avenue SW     | 247 м   | 56        | 2017          |                         |
| 2     | The Bow                         | 500 Centre Street S | 236 м   | 58        | 2012          |                         |
| 3     | Telus Sky                       | 619 Centre Street S | 222 м   | 60        | 2020          |                         |
| 4     | Центр Suncor Energy — Запад     | 150 6 Avenue SW     | 215 м   | 53        | 1984          | Suncor Energy Centre    |
| 5     | Eighth Avenue Place             | 513 8 Avenue SW     | 212 м   | 51        | 2011          |                         |
| 6     | Бэнкерс-Холл — Запад            | 888 3 Street SW     | 197 м   | 52        | 2000          | Bankers Hall — West     |
| 7     | Бэнкерс-Холл — Восток           | 855 2 Street SW     | 197 м   | 52        | 1989          | Bankers Hall — East     |
| 8     | Сентенниал-Плейс I              | 555 2 Avenue SW     | 182 м   | 41        | 2010          | Centennial Place        |
| 9     | Eighth Avenue Place II          | 585 8 Avenue SW     | 177 м   | 41        | 2014          |                         |
| 10    | Небоскрёб Canterra              | 400 3 Avenue SW     | 177 м   | 45        | 1988          | Canterra Tower          |
| 11    | Небоскрёб TransCanada           | 450 1 Street SW     | 177 м   | 38        | 2001          | TransCanada Tower       |
| 12    | Джемисон-Плейс                  | 308 4 Avenue SW     | 172 м   | 38        | 2009          | Jamieson Place          |
| 13    | Центр First Canadian            | 350 7 Avenue SW     | 167 м   | 41        | 1982          | First Canadian Centre   |
| 14    | Уэстерн-Канейдиан-Плейс — Север | 707 8 Avenue SW     | 164 м   | 41        | 1983          | Western Canadian Place  |
| 15    | Небоскрёб TD Canada Trust       | 421 7 Avenue SW     | 162 м   | 40        | 1991          | TD Canada Trust Tower   |
| 16    | City Centre I                   | 215 2 Street SW     | 162     | 37        | 2016          |                         |
| 17    | Центр Scotia                    | 700 2 Street SW     | 155 м   | 41        | 1976          | Scotia Centre           |
| 18    | Нексен-билдинг                  | 801 7 Avenue SW     | 153 м   | 37        | 1982          | Nexen Building          |
| 19    | The Guardian North              | 1122 3 St SE        | 147     | 44        | 2016          |                         |
| 20    | The Guardian South              | 1188 11 Ave SE      | 147     | 44        | 2016          |                         |
| 21    | Боу-Вэлли-Скуэр 2               | 205 5 Avenue SW     | 143 м   | 39        | 1975          | Bow Valley Square       |
| 22    | Небоскрёб Dome                  | 333 7 Avenue SW     | 141 м   | 30        | 1977          | Dome Tower              |
| 23    | Фифт-энд-Фифт-билдинг           | 505 5 Avenue SW     | 140 м   | 34        | 1980          |                         |
| 24    | Центр Shell                     | 4-я ЮЗ авеню        | 140 м   | 33        | 1977          |                         |
| 25    | 715 5th Avenue SW               | 5-я ЮЗ авеню        | 138 м   | 32        | 1974          |                         |
| 26    | Небоскрёб Home Oil              | 324 8 Avenue SW     | 137 м   | 29        | 1977          | Home Oil Tower          |
| 27    | Боу-Вэлли-Скуэр 4               | 205 5 Avenue SW     | 134 м   | 37        | 1981          | Bow Valley Square       |
| 28    | Фифт-Эвенью-Плейс Восток        | 425 1 Street SW     | 133 м   | 35        | 1981          | Fifth Avenue Place East |
| 29    | Фифт-Эвенью-Плейс Запад         | 237 4 Avenue SW     | 133 м   | 35        | 1981          | Fifth Avenue Place West |
| 30    | Центр Suncor Energy — Восток    | 111 5 Avenue SW     | 130 м   | 33        | 1984          | Petro-Canada Centre     |
| 31    | Центр Calgary Courts            | 601 5th Street SW   | 129,8 м | 26        | 2007          | Calgary Courts Centre   |

## Башни
| Место | Здание             | Адрес                  | Высота | Год постройки | Изображение   |
| ----- | ------------------ | ---------------------- | ------ | ------------- | ------------- |
| 1     | CFCN TV 1*         | Шоссе Олд-Банф-Коуч ЮЗ | 250 м  | 1954          |               |
| 2     | CFCN TV 2*         | Шоссе Олд-Банф-Коуч ЮЗ | 250 м  | 1954          |               |
| 3     | Калгарийская башня | 101 9th Avenue SW      | 191 м  | 1968          | Calgary Tower |

(*) Хотя двумя самыми высокими сооружениями Калгари на самом деле являются телекоммуникационные башни-близнецы CFCN-TV, они не являются свободно стоящими, так как установлены на земле с помощью оттяжек. В этом смысле они не отличаются от большинства телекомунникационных вышек.

## Исторические высотные сооружения
| Здание                                | Адрес                          | Высота | Этажность | Год постройки | Примечания | Изображение             |
| ------------------------------------- | ------------------------------ | ------ | --------- | ------------- | --- | ----------------------- |
| Трамплин (Канадский олимпийский парк) | 88 Canada Olympic Park Road SW | 90 м   | н/д       | 1987          | Самый высокий из трёх трамплинов, построенных к Зимним Олимпийским играм 1988; 90 м это не высота сооружения, а расстояние, проходимое спортсменом от края до прыжка | Canada Olympic Park     |
| Дом Эльвдена (часть Центра Эльвден)   | 727 7th Avenue SW              | 80 м   | 20        | 1960          | Первый небоскрёб Калгари | Elveden House           |
| Гостиница Fairmont Palliser           | 133 9th Avenue SW              | 60 м   | 12        | 1914          | Самое высокое здание Калгари в 1914—1958 | Fairmont Palliser Hotel |
| Здание зерновой биржи                 | 815 1st Street SW              |        | 6         | 1910          | Первое здание в Калгари с применением лифта | Grain Exchange Building |

## Проекты
| Здание                 | Высота | Этажи | Использование | Состояние |
| ---------------------- | ------ | ----- | ------------- | --------- |
| Elbow River I          | 178 м  | 56    | Жилое         | Одобрен   |
| Elbow River II         | 162 м  | ?     | Жилое         | Одобрен   |
| West Village Towers I  | 150 м  | 41    | Жилое         | Строится  |
| West Village Towers II | 150 м  | 41    | Жилое         | Строится  |
| Elbow River III        | 146 м  | ?     | Жилое         | Одобрен   |
| Arris West             | 142 м  | 41    | Жилое         | Строится  |
| 11th & 11th            | 138 м  | 44    | Жилое         | Строится  |
| Park Central North     | 133 м  | 39    | Жилое         | Строится  |
| Place 10 East          | 121 м  | 35    | Жилое         | Строится  |
| Place 10 West          | 121 м  | 35    | Жилое         | Одобрен   |
| 101 - 11 Avenue SE     | 120 м  | 37    | Жилое         | Одобрен   |
| Brentwood Common       | 120 м  | 40    | Жилое         | Одобрен   |

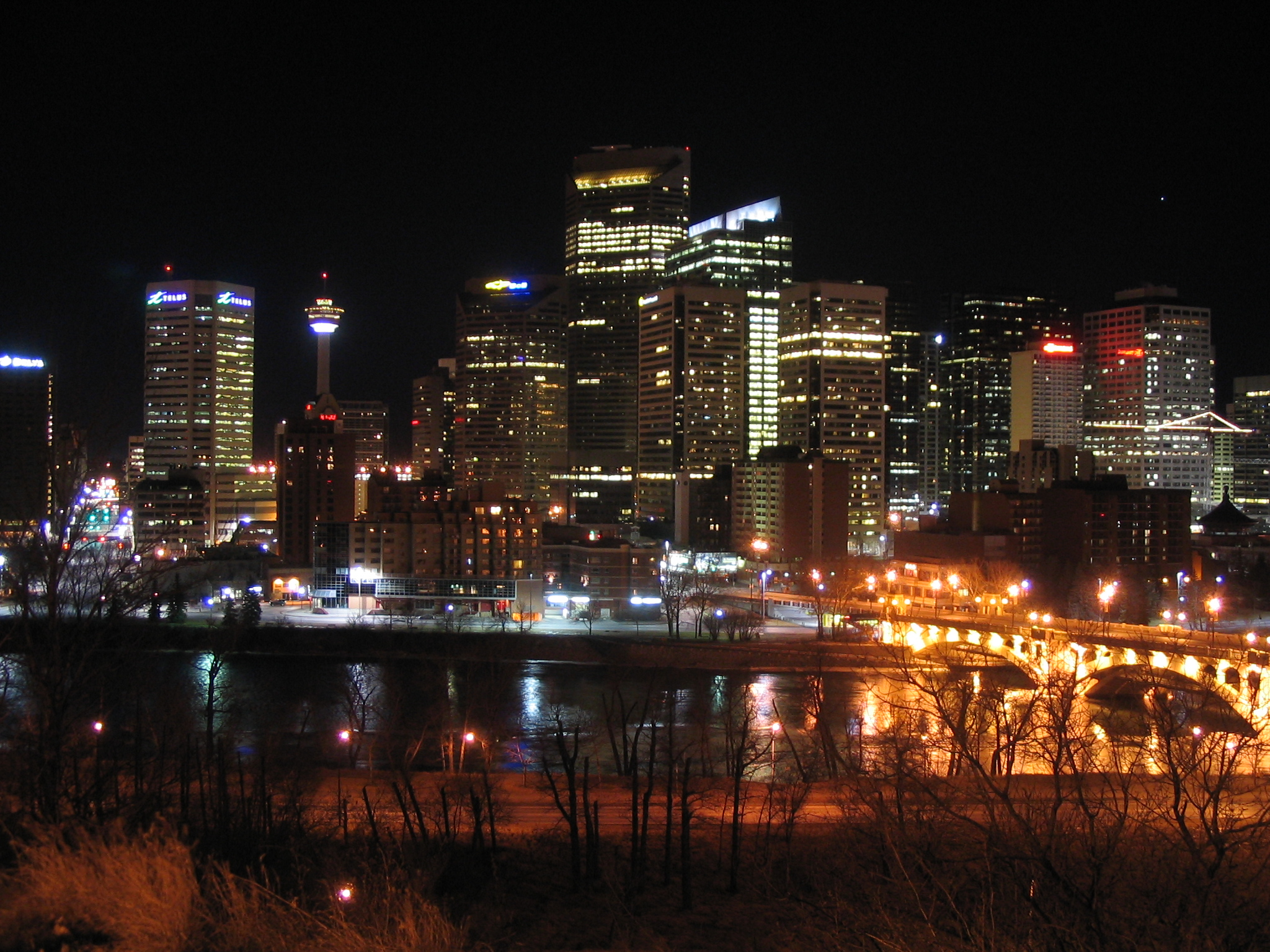
Силуэт Калгари с севера
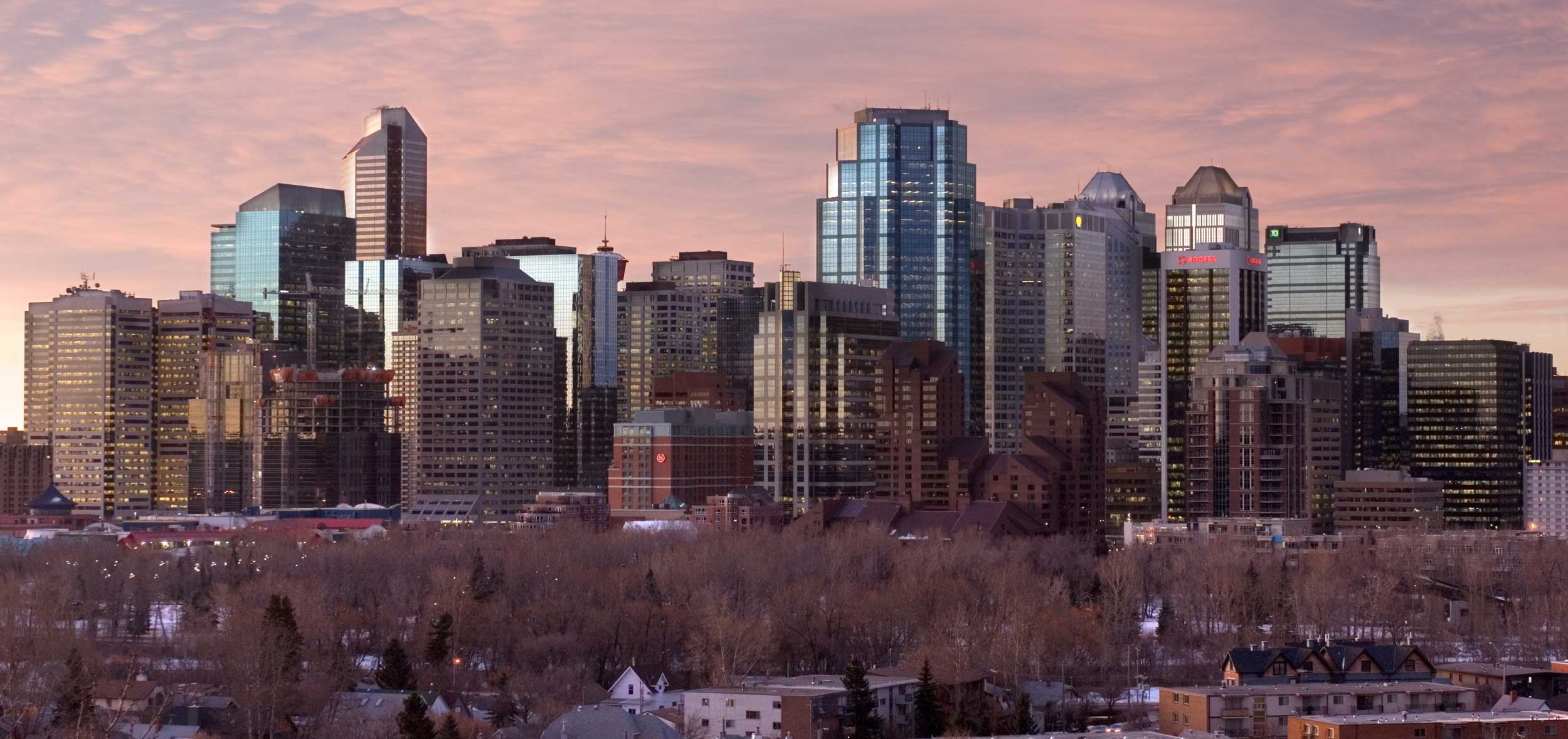
Зимний закат
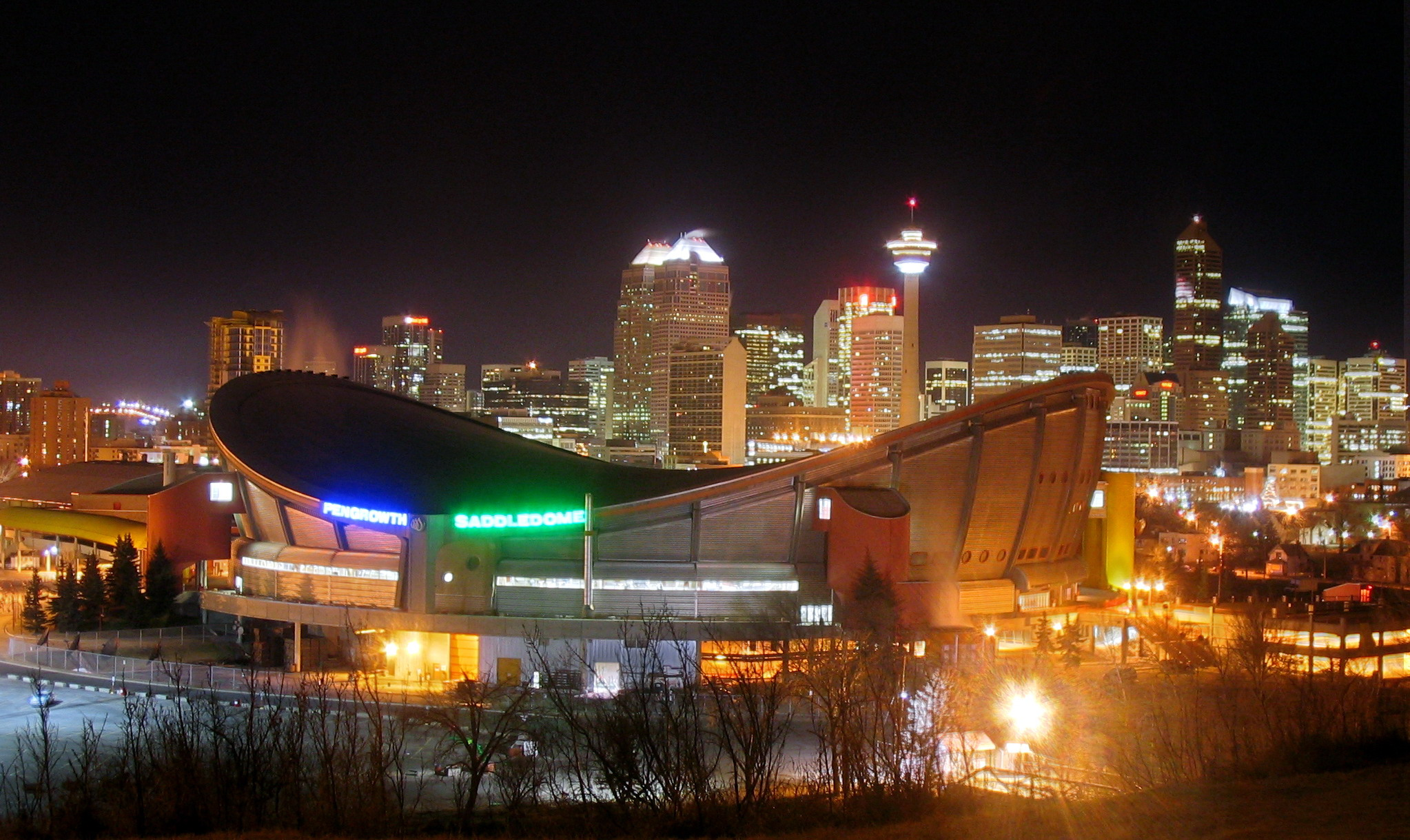
Силуэт за Сэдлдоумом
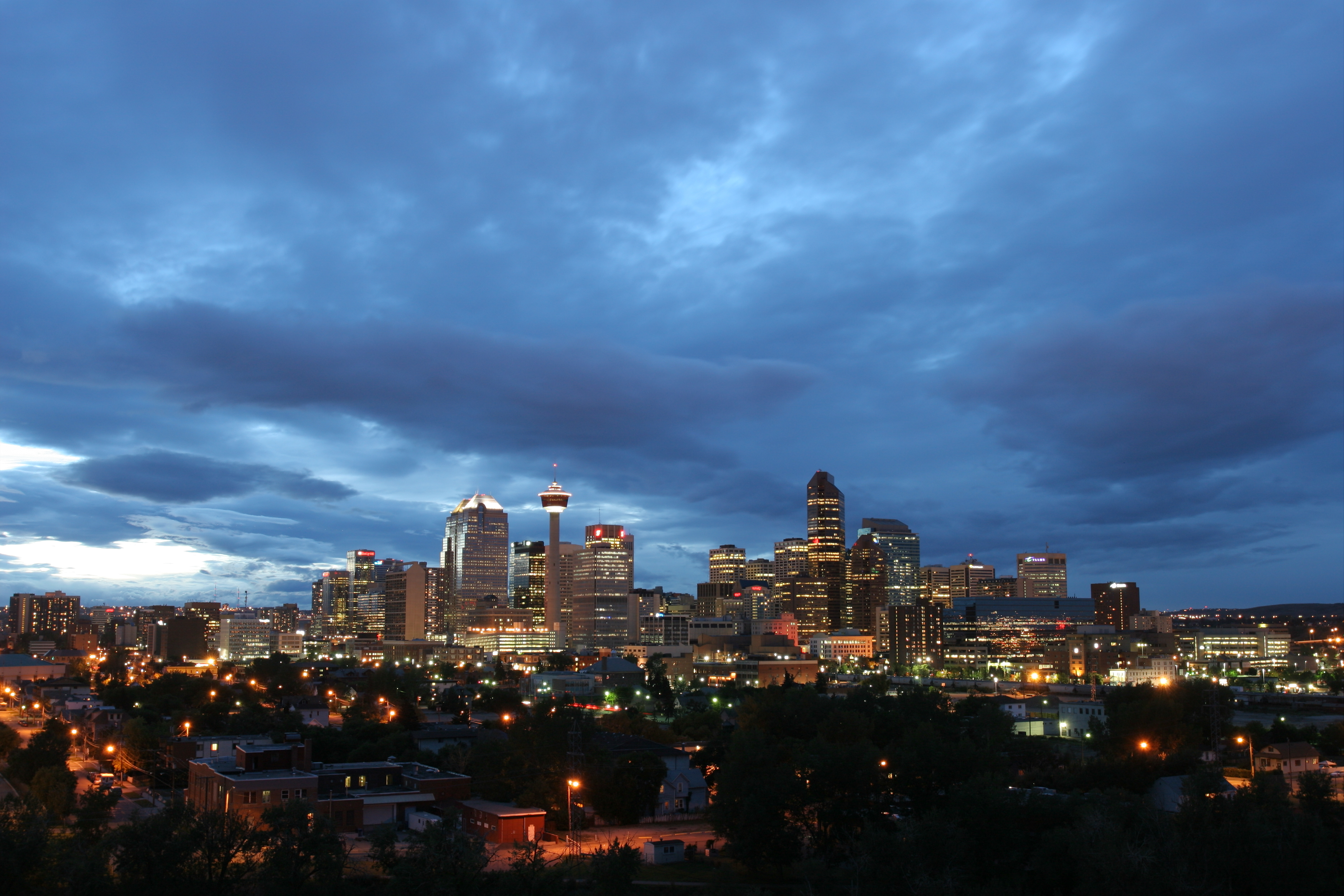
Силуэт Калгари с юга
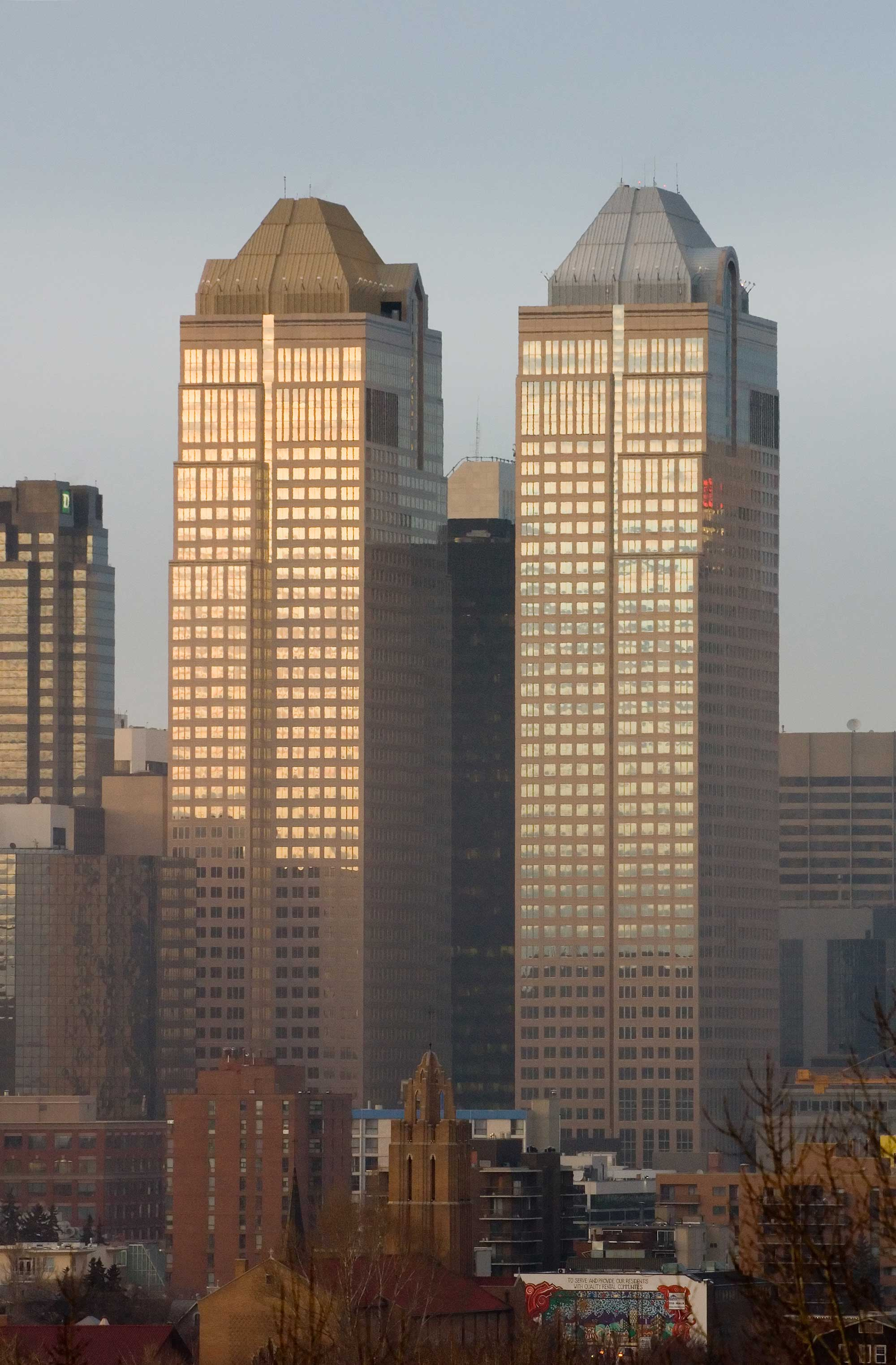
Восточный и западный Бэнкерс-холлы — самые высокие башни-близнецы в Канаде
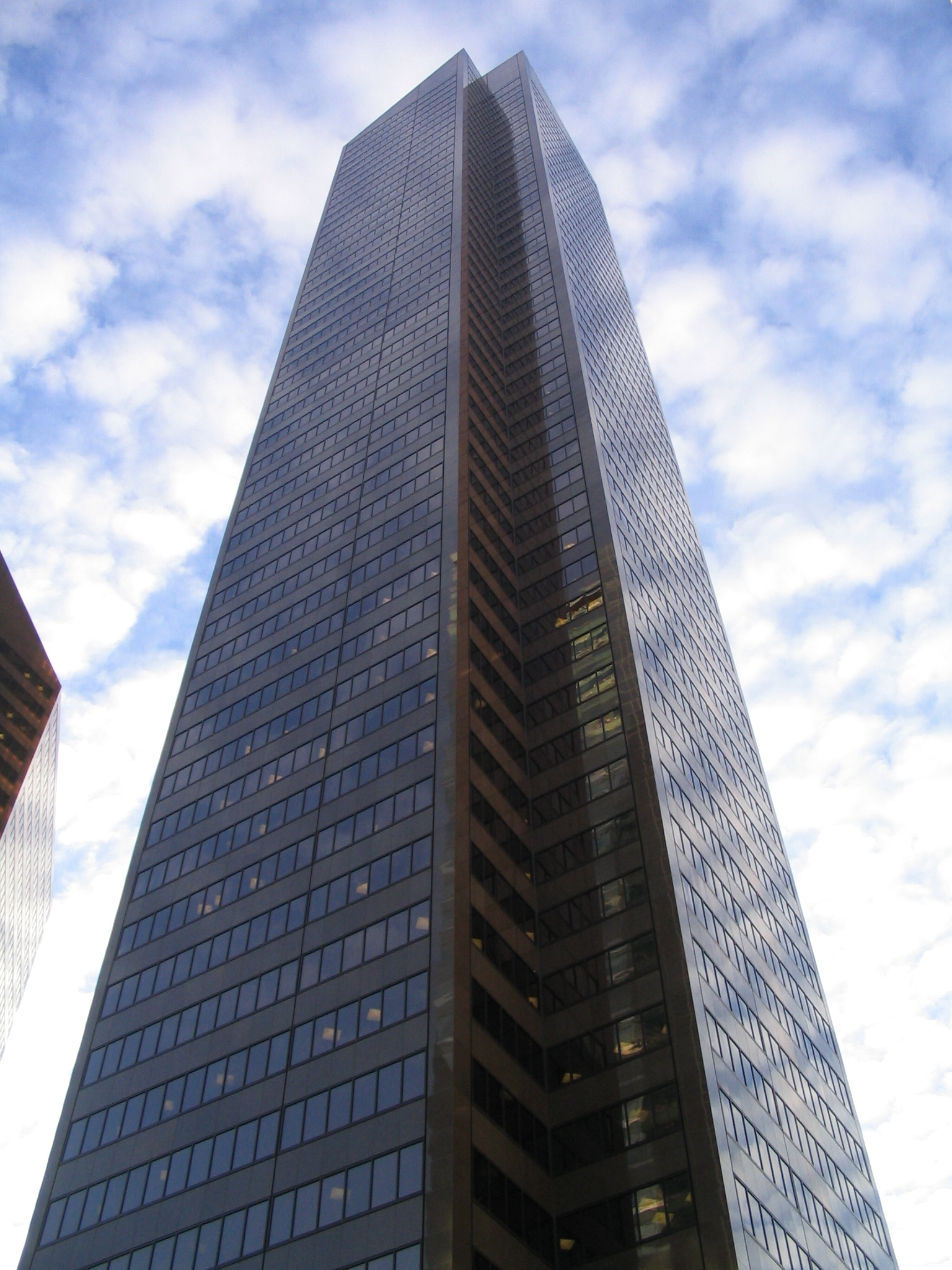
Западная башня центра Suncor Energy Centre

## Другие здания

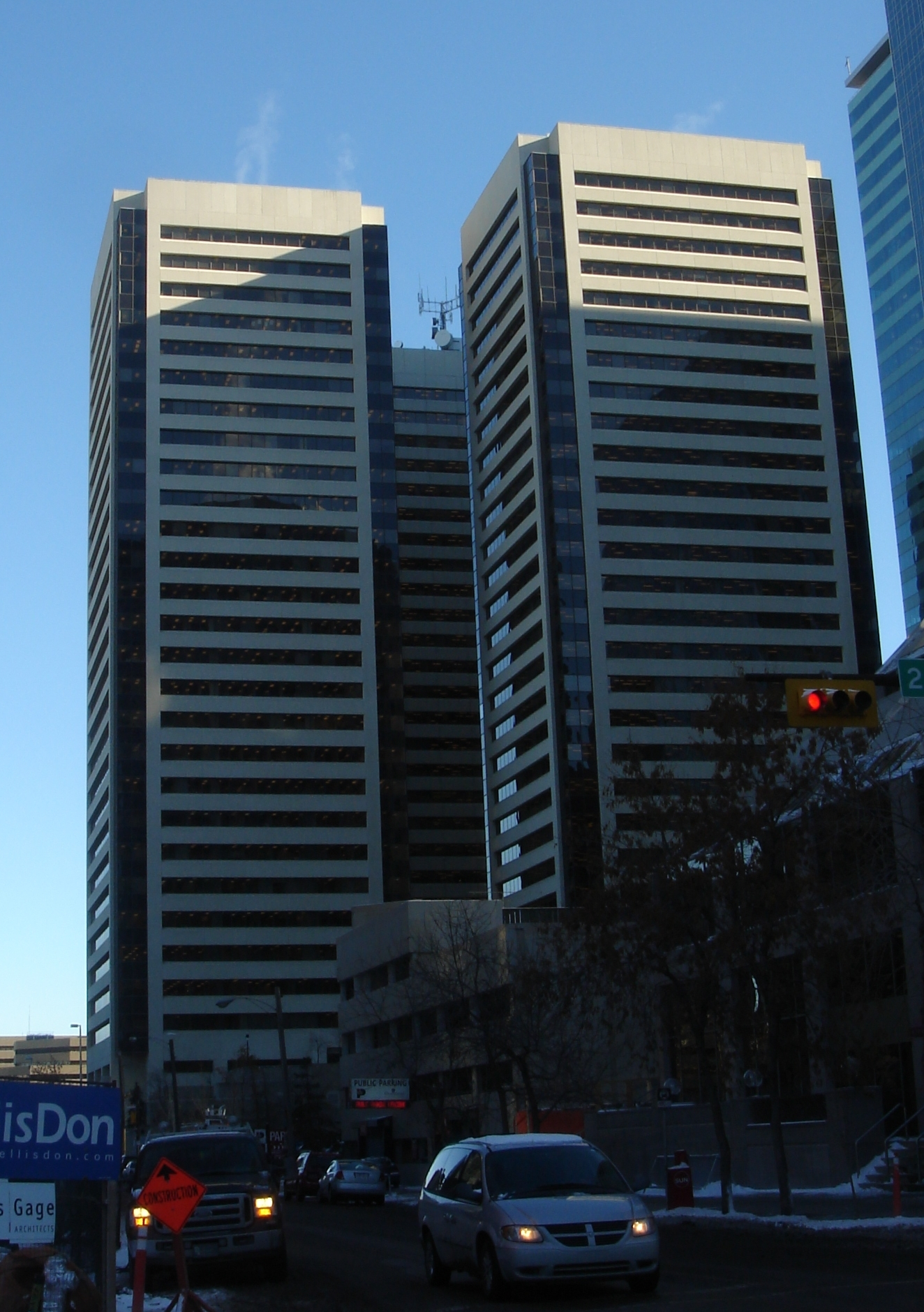
Санлайф-Плаза
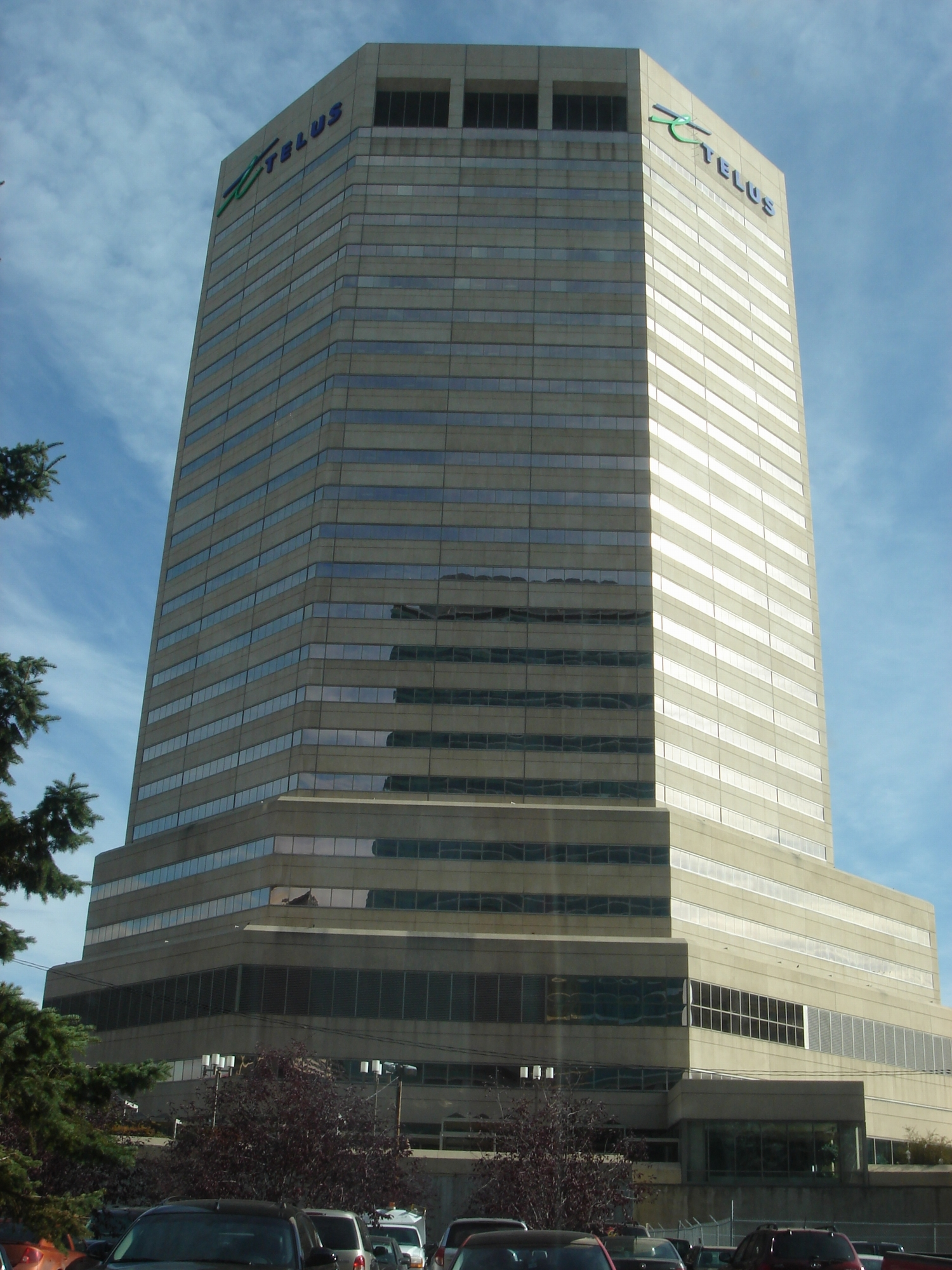
Телас-билдинг
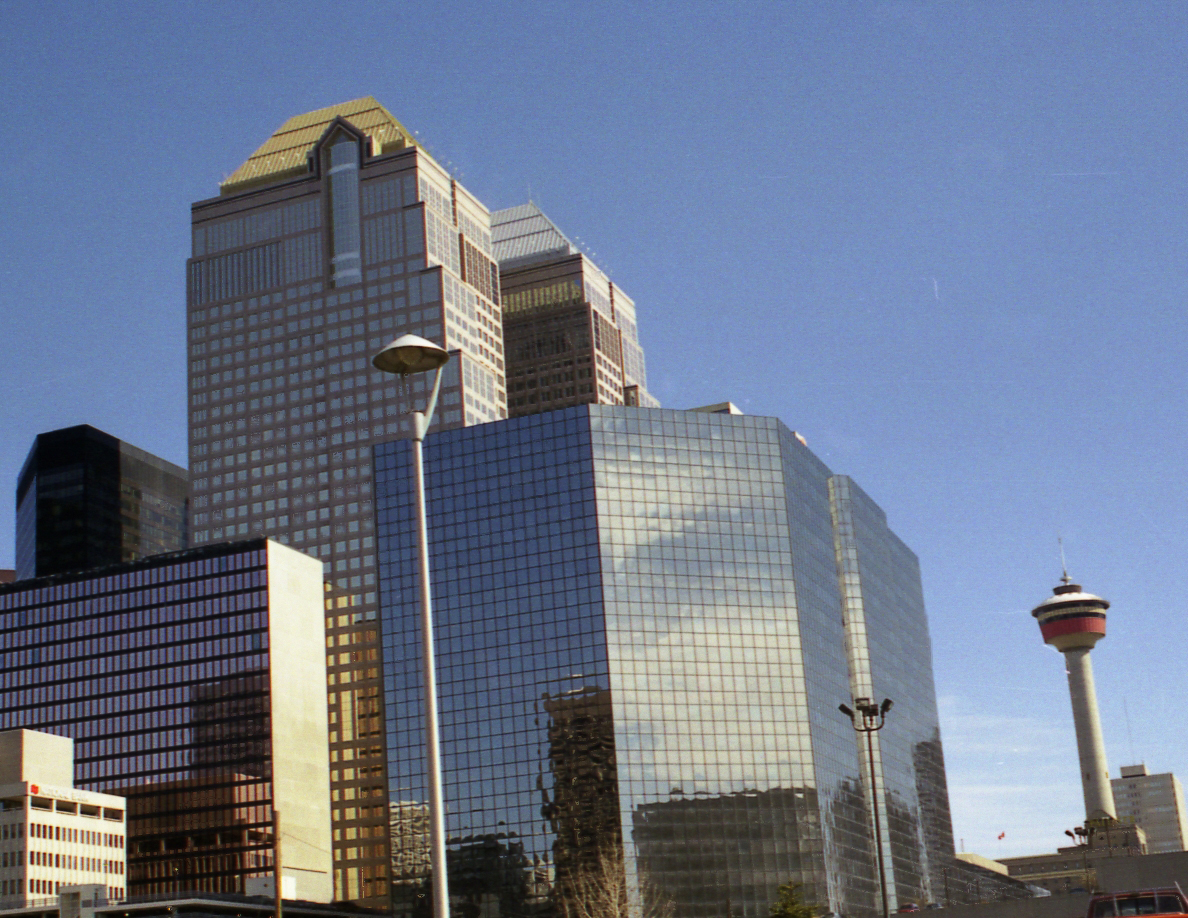
Галф-Кэнада-Скуэр
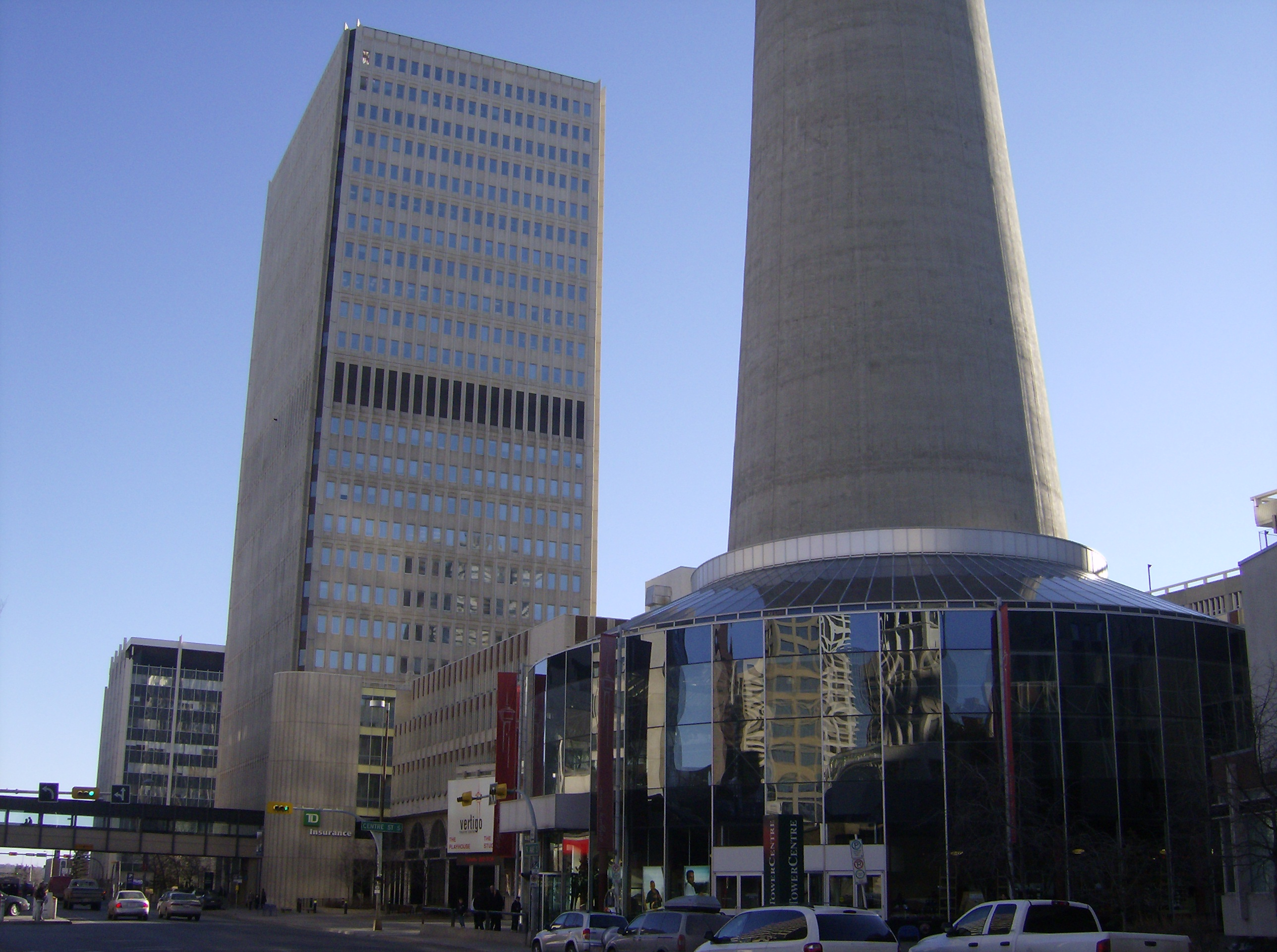
Уан-Паллизер-Скуэр
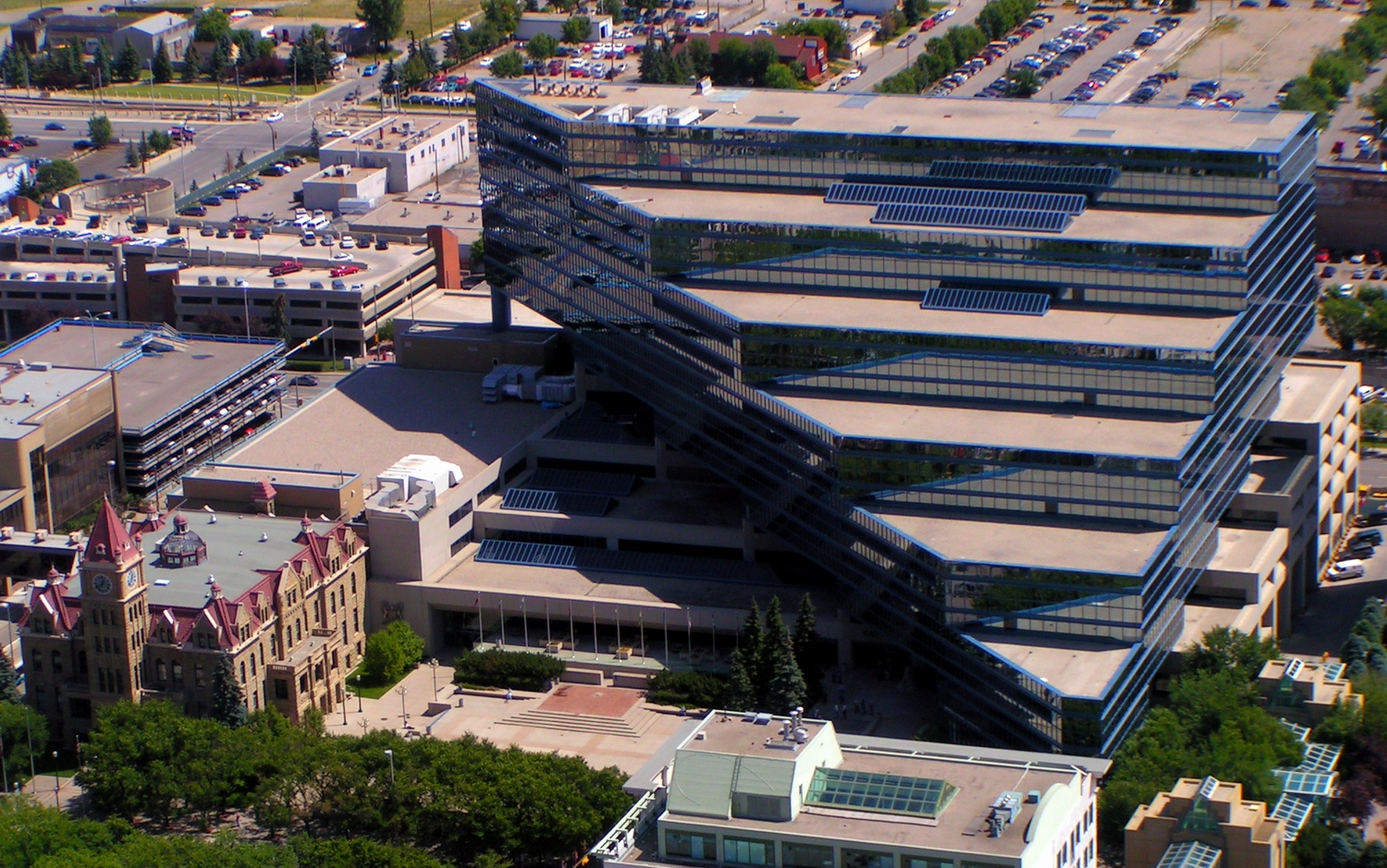
Муниципальное здание Калгари
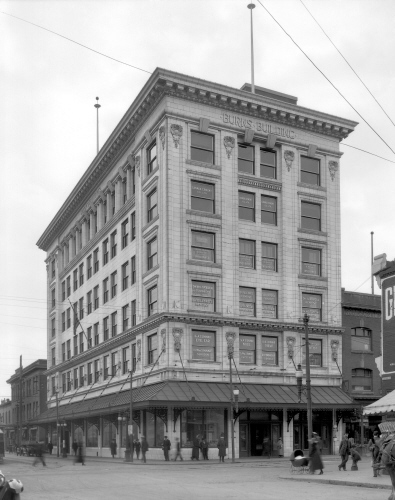
Бернс-билдинг